# 地質図

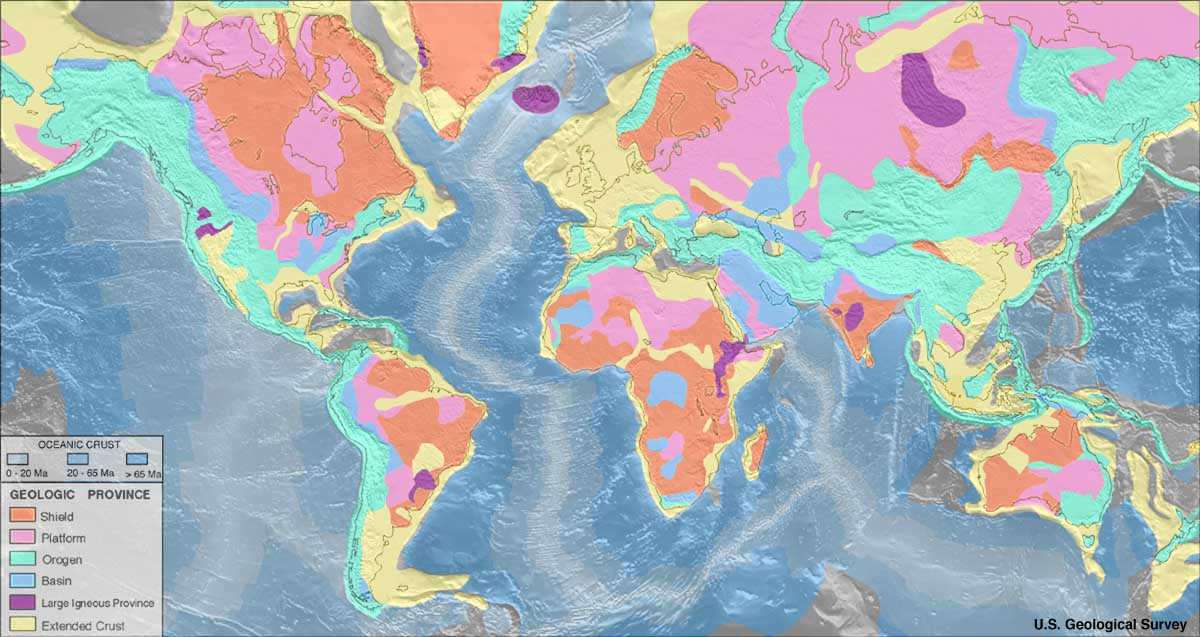
世界の地質図（アメリカ地質調査所）

地質図（ちしつず、geological map）とは、地表付近の各種地質体（地層）を、その種類、堆積ないし形成年代、岩相等により分類し、その分布や累重関係、断層や褶曲等の地質構造を表現した地図のことである。
厳密な定義では、地質図とは後述の地質平面図のことを指すが、地質調査総合センター刊行の地質図幅のように、地質断面図や地質柱状図も併記されるのが一般的である。

## 概要
地質図は、地質調査で得られた情報を元に、堆積学、古生物学、層序学、構造地質学等の知識や地質図学の技法を用いて作成される。
調査で得た情報を基に地質構造を解析した結果を表記したものであるため、得られた地質情報の量やその精度、地質図作成者の思想・解釈によって、同一地域であってもできあがった図面の内容に差異が生ずる場合もある。
地質帯の分布を、地形図上に表現したものを「地質平面図」という。地質平面図は、地表に見られる地層を記載し、地層分布と地形等高線から、三次元の地層分布が復元でき、地質構造発達史を読み取ることができるものである。
同様に、地質帯の分布を鉛直断面で表現したものを「地質断面図」という。通常、地質断面図を作成する場合、地質構造発達史を読み取ることができるように、断面の位置を設定する。しかし、土木工事等で利用するために作成される地質断面図の場合、目的とする工事に応じて利用しやすいように断面の位置が決定されるため、地質構造発達史とは直接関係のないことが多い。
地質図上に表現される各地質帯全体の層序関係を示すために地質柱状図が用いられる。
地質平面図の作成には地形図が用いられるが、地形図が地表の地形に植生・土地利用・建造物・道路を表示するのに対し、地質図は地上の構造物と表土を除外し、地盤（土地）の地質体構成を表示する点で異なる。

## 地質図作成の歴史

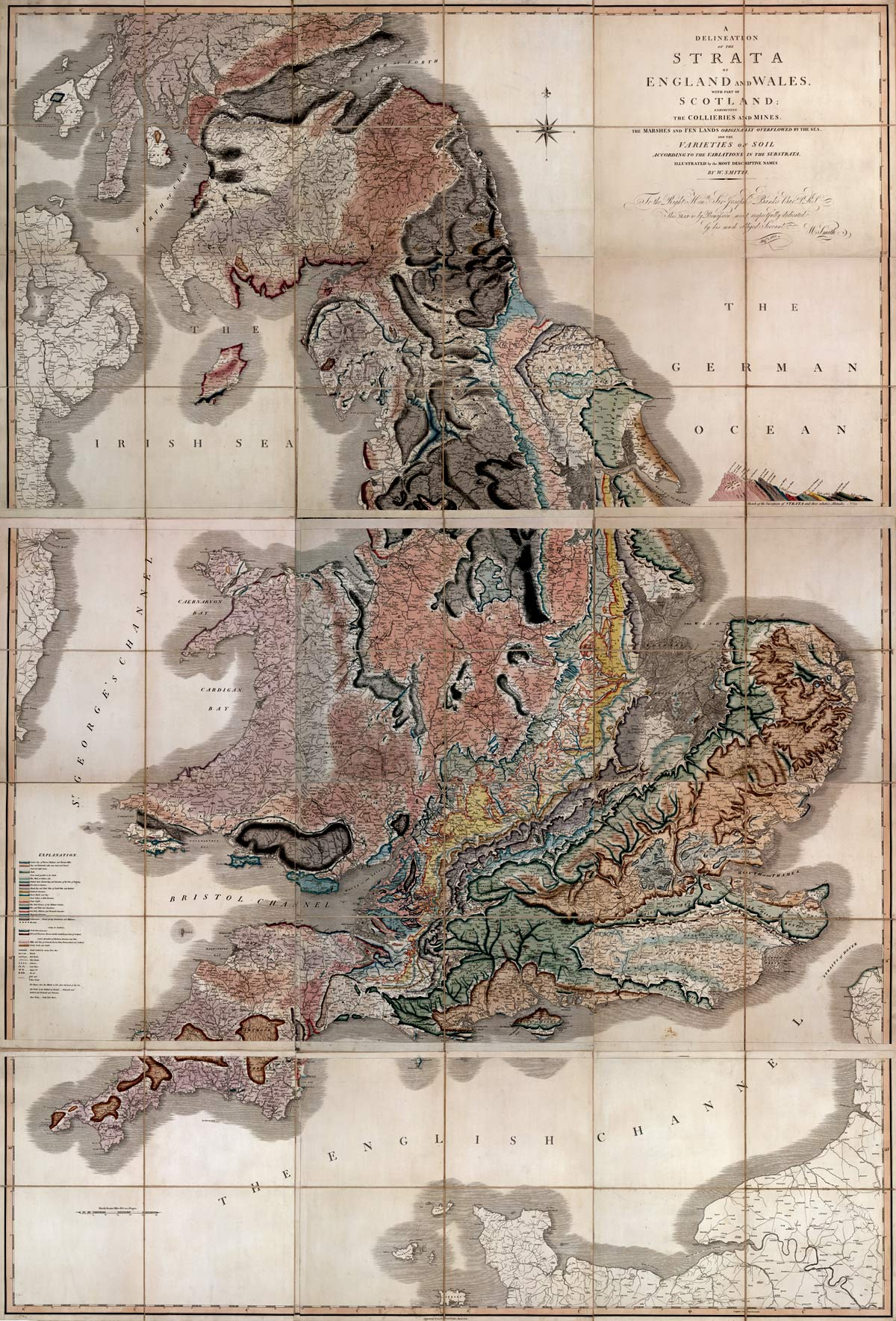
ウィリアム・スミスによる英国の地質図（1815年）

古くは古代エジプトの紀元前1150年に書かれたトリノ・パピルスには建設用の石材や金鉱の場所などの地質情報が記述されていた。
近代地質図では、英国の土木技師・地質学者であるウィリアム・スミスが1799年にバース近郊の地質図を、1815年には英国全土の地質図である『イングランドとウェールズ及びスコットランドの一部の地層の描写図』を完成させた。これらは近代地質図の最初のもののひとつと認識されている。
米国ではスコットランドから帰化した地質学者のウィリアム・マクルール(William Maclure)が独自に地質調査を実施し1809年に米国の地質図を作成した。
以降、各国で国土・資源開発や防災の観点から国家事業として地質調査が行われ地質図が作成されていった。
日本においては農商務省が1882年に地質調査所（現・地質調査総合センター）を設立し、1890年に初の地質図が編纂された。
以後、地質調査は継続され、より精度の高い地質図へ改定されている。
1881年に創設された世界地質図委員会には各国の地質学会が加盟しており、大陸および全地球レベルでの海洋・大陸などの地質図を出版している。

## 地質図の利用
地質図は、単に学術的な目的の他、資源開発を目的として、縞状鉄鉱床や石油、地下水などに代表される鉱物資源やエネルギー資源等地下資源の分布状況を把握するために利用されてきた。近年では、時間軸を加えたシーケンス層序学を用い、生成されているであろう地下資源を推定するための基礎的な資料としても利用されている。
ダムや原子力発電所、工場、トンネルなどの土木建設工事においては、断層や岩盤の分布や性状を把握することが、候補地や工法等を検討し建設計画を策定する上で重要となる。その目的のために作成する地質図を土木地質図といい、計画・設計・施工・維持管理を行う技術者が利用するため、通常行われる地質調査に加え、目的の構造物にあわせ、土木地質の見地から岩盤の強度、風化度、湧水状況など必要に応じた調査を実施し得られた情報が付記されている。
地震や火山の噴火、土砂災害などの自然災害の予知や対策（防災）のためにハザードマップを作成する際にも地質図は必要である。

## いろいろな地質図
地質体の分布を表現した一般的な地質図の他、利用の目的に応じて、火山地質図、海洋地質図、水理地質図等色々な種類の地質図が作成されている。
一般に地質図は、表層における地質体の分布を示した図であるが、これに対して地下における地質体の分布や工学的な指標を現したものに地盤図がある。地盤図は、主に都市部の平野（沖積低地）で作成されており、他目的に実施されたボーリングの柱状図を元に作成されたものが多く、同じ図面においてもデータの精度が一定であるとは言えない。
他に、表層部分の土壌を区分しその分布状況を示すものとして、「土壌図」がある。
現在、日本全国の地質図は、産業技術総合研究所地質調査総合センター（旧地質調査所）が調査・作成しており、以下のものが刊行されている。
- 5万分の1地質図幅（基本図幅。7万5千分の1地質図幅とあわせて全国の70％をカバーしている。）
- 7万5千分の1地質図幅（1945年以前に刊行）
- 20万分の1地質図幅（5万分の1地質図幅を元に編集。全国の81％をカバーしている。）
- 50万分の1地質図幅（同上。全国の100％をカバーしている。）
- 100万分の1日本地質図（日本全域をカバーしている。）
- 火山地質図
- 海洋地質図
- 水理地質図
- 特殊地質図
- 活構造図

以上の地質図のうち、100万分の1から20万分の1の地質図幅、火山地質図については、最新の調査結果を基に改訂が行われている。
また、紙の地質図のほか、CD-ROMによる数値地質図も刊行されている。
他にも、国土交通省でも、「5万分の1表層地質図」、「土壌図」及び「2万5千分の1土地条件図」を刊行しているが、国土交通省のサイトでの閲覧・ダウンロードもしくは都道府県立図書館での閲覧のみで販売はされていない。

## 地質図と標準化
地質図の作成にあたっては、国際規格として、ISO 710-1、ISO 710-2、ISO 710-3、ISO 710-4、ISO 710-5、ISO 710-6、ISO 710-7が定められている。日本国内においては、これらの規格を基に、JIS A 0204が作成され、用いられている。